# Veselje
Veselje je eno izmed osnovnih, prirojenih pozitivnih čustev, ki ga doživljamo, kadar se nam izpolni pomembna želja in ko dosežemo ali se približamo zaželenemu cilju. Ima tudi prilagoditveno funkcijo, saj nas usmerja k dejavnostim, kjer to čustvo doživljamo večkrat. Med občutenjem veselja posamezniki tudi raje pomagajo, sodelujejo in se odločajo.

## Učinki veselja
Ljudje, ki doživljajo pozitivna čustva, so bolj optimistični, mirni, duševno zdravi in imajo boljše medosebne
odnose.(Fredrickson idr., 2001; Tugade idr., 2004; Gable idr., 2006; Stein idr., 1997; v: Banos idr., 2012.) Prav tako je manj možnosti, da ti posamezniki postanejo depresivni. (Tayyab, 2009; v: Banos idr., 2012.) Raziskave so tudi
pokazale, da pozitivna čustva vplivajo na hitrejše zdravljenje tudi pri zlomih kosti in na manjšo ranljivost. (Fredman idr., 2006; v: Banos idr., 2012.) Prav tako naj bi ta čustva vplivala na daljše življenje že zaradi splošnega zadovoljstva in manjših nevarnosti različnih bolezni. Na sploh je ogromno raziskav dokazalo pozitivne učinke sreče in veselja na zdravje posameznika. Pri nekaterih raziskavah, so rezultati kazali na to, da sreča in dobra volja podaljšata življenje pacientov s kroničnimi boleznimi. Psihično stanje posameznika naj bi vplivalo na njegovo fizično stanje. Razlogov za to je več, pozitiven odnos do življenja in veselje preprečujeta, da bi vegetativno živčevje aktiviralo psihološke reakcije, ki bi lahko imele kumulativno škodljive učinke na zdravje. Kot drugo, pa naj bi bilo to, da se veseli in srečni ljudje rajši ukvarjajo z zdravimi dejavnostmi in se izogibajo nezdravim vedenjem (npr. kajenje, pitju alkohola, prenajedanju).(Sabatini, 2014.) Iz rezultatov nekaterih raziskav je bilo možno razbrati tudi to, da so tisti posamezniki, ki so večkrat doživljali občutke veselja in posledično sreče, imeli manj psihično-patoloških simptomov, kot so; obsesivna kompulzija, medosebna občutljivost, depresija, anksioznost, paranoja in sovražnost. Udeleženci z večjo mero sreče so imeli manj problemov povezanih s šolo, sramežljivostjo in psihosomatskimi motenj. Pet  napovednih spremenljivk je imelo precejšen vpliv na srečo pri udeležencih. Te so bile; samo-koncept,  depresija, samozavest, psihoza in vedenjsko sodelovanje. Rezultati pa so pokazali tudi to, da, če posameznik ne občuti veliko sreče in veselja ampak visoko samozavest, to ne napoveduje raznih psiho-patoloških simptomov.(Garaigordobil,2015.) Prav tako, kot sreča oziroma veselje vpliva na zdravje, zdravje vpliva na srečo oziroma veselje pri človeku.

## Trajanje veselja
Pri veselju gre zgolj za afekt in ne za razpoloženje, kot je na primer sreča. Francoski raziskovalec Verduyn in sodelavci so se v nekaterih študijah ukvarjali s trajanjem veselja.
Verduyn, Tuerlinckx in Van Gorp (2013) so raziskovali povezavo med subjektivnim zaznavanjem trajanja čustvene izkušnje v povezavi
z dejanskim trajanjem. Na izbranem vzorcu  so v laboratoriju izvedli eksperiment, kjer so preučevancem pokazali različno dolge in raznovrstne odseke filmov in serij, da bi jim vzbudili določeno čustvo. Rezultati so pokazali, da so povprečne ocene trajanja veselja precej sovpadale s trajanjem izseka, s tem, da so udeleženci krajšo stimulacijo čustva smatrali za nekoliko daljšo in daljši izsek za nekoliko krajšega, kot je bil v resnici. Šlo je za povezavo med filmskimi fragmenti in čustvom, ki so jih povzročili; preskušane osebe trajanje kratkih čustev zaznale za daljše, kot so bila v resnici, in dolgotrajšnejša čustva so zaznale za nekoliko krajše. Če želimo vedeti, zakaj in kako se čustvene epizode lahko skrajšajo, moramo poznati njihovo povezavo s kognicijo in povezavo z zunanjim dogajanjem. Verduyn, Van Mechelen in Tuerlinckx (2011)  so preučevali, kako je obseg emocionalne epizode, pri čemer so
opazovali veselje in nekatera druga čustva, povezan  z intrapersonalnim in interpersonalnim dogajanjem. Kognicijo čustev so preučevali glede na situacijo, ki je vzbudila emocijo, in z mislimi, ki so bile povezane s stimulantom in mislimi, ki niso bile povezane. Pri mislih,
vezanih na izzivajočo stvar govorimo o valenci misli, lahko so pozitivne ali negativne. Tudi pri mislih, ki se ne fokusirajo na čustveno dogajanje imamo opravka s pozitivnimi in negativnimi distraktorji. Tretja stvar, ki so jo preučevali, je bilo okolje, kjer so bolj specifično preučevali deljenje čustev z družbo. Iz rezultatov so razbrali visoko variabilnost glede trajanja veselja; epizode so trajale od 10 minut pa več kot 1 uro. Pozitivne misli o izzivajoči situaciji so povzročile podaljšanje epizode, negativne pa so jo skrajšale. Tudi misli o distraktorjih so povzročile negativno korelacijo, kar pomeni, da misli z nasprotno valenco na splošno povzročijo skrajšanje veselja. O skoraj 40 % epizod so udeleženci poročali drugim, kar pa je pozitivno povezano s podaljšanjem veselja.  
V povezavi s trajanjem občutkov veselja se pojavlja tudi izraz "uživanje v trenutku". Po Hurleyu in Kwonu (2012) ta izraz predstavlja zavedanje, podaljševanje in večanje jakosti pozitivnih občutij ob nekem pozitivnem dogodku. Gre torej za skupino kognitivnih in vedenjskih strategij, ki uravnavajo jakost ali trajanje pozitivnih čustev kot reakcijo na nek pozitiven dogodek. (Jose, Lim, Bryant, 2012).
Raziskava Hurleya in Kwona (2012) je pokazala, da je pri ljudeh, ki sicer doživijo malo pozitivnih dogodkov, vendar so se zmožni bolj zavedati teh dogodkov in tako podaljšati občutke veselja zaradi njih, že to dovolj za izboljšanje zadovoljstva z življenjem. Druga študija, ki so jo izvedli Jose, Lin in Bryant (2012) pa je raziskovala korelacijo med  "uživanjem v trenutku" in vsakodnevno srečo, torej ali uživanje in večje zavedanje pozitivnih trenutkov v življenju posameznika vpliva na njegov nivo sreče in kakšen je ta vpliv. Rezultati so pokazali, da "uživanje v trenutku" vpliva na povezavo med trenutnimi pozitivnimi dogodki in veselim razpoloženjem. Posamezniki, ki torej uživajo, se bolj zavedajo pozitivnih trenutkov, tudi močneje občutijo veselje ob teh trenutkih in so posledično bolj veseli.
Obe raziskavi tako potrjujeta dejstvo, da večje "uživanje v pozitivnih trenutkih" in zavedanje le-teh prispeva k večjemu zadovoljstvu z življenjem in sreči posameznika. Tudi če je število teh pozitivnih trenutkov majhno, lahko zmožnost "uživanja v trenutku" posamezniku omogoči enak nivo sreče kot pri tistih, ki v življenju doživljajo veliko število pozitivnih trenutkov.

## Veselje ob športu in športnih dosežkih
Veselje je eno izmed osnovnih čustev, ki se pogosto pojavlja med profesionalnimi športniki, še posebej, ko dosežejo dober rezultat. Prav tako pa se pojavlja tudi med ljudmi, ki se s športom ukvarjajo le rekreativno. Športno udejstvovanje oziroma fizična dejavnost v prvotnem pomenu predstavlja napor za telo, vendar so mnoge raziskave na znanstvenem področju pokazale, da je sodelovanje v športu močno povezano s čustvi, med katerimi prevladuje tudi veselje.
R. Macchi in J. Crossman sta izvedli študijo, v kateri sta poskušali ugotoviti, kako si sledijo čustva po plesalčevi poškodbi. Predvidevali sta, da se takoj po poškodbi pojavi veliko frustracij in jeze, zaradi nemoči, ki jo izkusijo baletniki, ko niso sposobni plesati. Ta čustva polagoma izginejo in pojavi se veselje, ko so ponovno zmožni plesati. Vsi sodelujoči so že bili poškodovani, večina poškodb se je zgodila med vadbo baleta. Rezultati so pokazali negativna čustva med poškodbo in tudi med rehabilitacijo in pa tudi predvidene pozitivne občutke, veselje, olajšanje, ko so se lahko vrnili nazaj k plesu. R. Macchi in J. Crossman sta tudi ugotovili, da poškodba ne vpliva le na tehnično izvedbo baletnikov, temveč tudi na njihovo psihično stanje, saj so nekateri sodelujoči povedali, da se bojijo ponovno plesati, kar vpliva na njihov nastop. Za baletnika je namreč značilno, da skozi ples prikaže svoja čustva in vesel plesalec bo v svojem plesu kazal vesela čustva, tako da jih bo lahko prepoznati, plesalec, ki pa je zmeden in prestrašen, pa bo to naredil veliko težje.

## Veselje in prosocialno vedenje
Veliko raziskav je dokazovalo, da denar vpliva na posameznikovo veselje. Dunn, Aknin in Norton (2008)  pa so rekli, da na kakšen način posameznik porabi svoj denar, je enako pomembno, kot količina denarja, ki ga posameznik zasluži. Njihova raziskovalna hipoteza je bila, da posameznik občuti večje veselje, če denar porabi za druge (prosocialna poraba), kot pa če ta denar porabi zase (osebna poraba). Avtorji so do svojih rezultatov prišli z raziskavo, ki je bila sestavljena iz treh delov. Prvo so raziskovali raven veselja pri ljudeh glede na njihov letni prihodek, potem pri delavcih, ki so od podjetja prejeli bonus in na koncu še pri posameznikih, ki so prejeli $5 ali $20. V vseh treh delih raziskave so posamezniki opisovali raven veselja, ki so ga doživljali, ko so denar porabili v prosocialne in osebne namene. Na koncu so avtorji prišli do ugotovitev, da je način porabe denarja enako pomemben za veselje posameznika, kot je količina denarja, ki ga ta zasluži. Poraba denarja za druge je bolj učinkovita pot do veselja, kot pa poraba denarja zase. Delavci, ki so namenili svoj bonus za prosocialno porabo, so občutili večje veselje, kot so ga občutili ob količina prejetega bonusa. Z zadnjo raziskavo pa so potrdili prvotno teorijo, da poraba denarja za druge prinese več veselja, kot pa poraba denarja zase. Z vsemi tremi raziskavami so lahko zaključili, da je način porabe denarja enako pomemben, kot količina zaslužka. 
V dopolnitev predhodne raziskave so Geenen, Hohelüchter, Langhof in Walther (2014) izvedli raziskavo, kjer jih je zanimalo, če prosocialna poraba poveča raven veselja v primerjavi z egoistično porabo, četudi ljudje ne dobijo denarja kot darilo, ampak kot plačilo za njihov trud. Raziskovalci so ugotavljali nivo veselja pri dobljenem in zasluženem denarju ter pri prosocialni in egoistični porabi. V raziskavi sta sodelovali dve skupini posameznikov. V prvi skupini so posameznika za opravljeno nalogo (razvrščanje sponk), pričakovali plačilo, medtem, ko je bilo plačilo za opravljeno nalogo drugi skupini nepričakovano. Obe skupini so med seboj primerjali in ugotovili, da prosocialna poraba naredi ljudi bolj vesele, v primeru nepričakovanega in pričakovanega dobička. Poleg tega so ugotovili, da je porabljanje denarja za družino, prijatelje ali pa darovanje v dobrodelne namene, bolj učinkovita strategija, ki poveča veselje drugih in samega sebe. Velika večina denarja, ki ga ljudje porabijo, je denar, ki je pridobljen kot nagrada za delo, zato si je vredno zapomniti, da ima prosocialna poraba še vedno enak učinek, četudi je denar, ki je uporabljen za porabo zaslužen.
Z prosocialno porabo posameznik občuti veselje, vendar to veselje hitro zbledi, če ta strategija ni redno ponovljena. Veselje je stabilno čustvo v času, ko gre posameznik skozi pozitivne življenjske dogodke in zato se tu pojavi vprašanje, če je povečano raven veselje možno doživljati dalj časa. Z različnimi strategijami je možno doseči ta rezultat, in sicer, poraba denarja (danega kot darilo) za nekoga drugega, ali pa uporaba dnevnika, v katerega si posameznik zapisuje stvari za katere je hvaležen. Pomembno je, da se te strategije redno ponavljajo, če ne, učinka ne bo. Znano je tudi, da če se je pri neki strategiji raven veselja povečala, bo posameznik to strategijo z večjo verjetnostjo v prihodnje tudi ponavljal. Aknin, Dunn in Norton (2011) je zanimalo, če predhodna prosocialna poraba vodi do povečanega veselja in, če višje ravni veselja, v zameno vodijo ljudi, da v bližnji prihodnosti denar zopet porabijo za druge. Raziskovalci so udeležencem naročili, naj si v spomin prikličejo nedavno situacijo, kjer so nekaj kupili sebi ali kjer so denar zapravili za nekoga drugega. Nato so udeleženci poročali, kakšna čustva so doživeli v obeh situacijah. V drugem delu raziskave so udeleženci lahko izbirali, kako bodo porabili določeno vsoto denarja, njihovo navodilo pa je bilo, naj denar porabijo tako, da se bodo počutili bolj zadovoljne oz. bolj vesele. Denar so lahko porabili, da so nekaj kupili sebi, ali pa so se odločili, da ta denar namenijo nekomu drugemu. Svojo odločitev so nato povedali raziskovalcu. Rezultati so dokazali hipotezo, da so bili bolj zadovoljni posamezniki, ki so se v prvem delu raziskave spomnili, kako so obdarovali nekoga drugega. Po mnenju raziskovalcev so tako veselje kot druge pozitivne emocije v soodvisnosti s prosocialnostjo – spomin na prosocialno zapravljanje dviguje raven veselja, višja raven veselja pa zvišuje možnost za prosocialno zapravljanje v prihodnosti in tako samokrepi zviševanje ravni veselja (proces teče, dokler doživljamo pozitivna čustva).
Podobna raziskava se je osredotočila na pomen socialnih vez med ljudmi, ki nekoga obdarujejo in obdarjajočim. Spoznali so, da zapravljanje denarja za ljudi, s katerimi imamo močnejše vezi (zelo poglobljen, intimen odnos) v nasprotju z ljudmi, do katerih imamo šibke, prinaša višjo raven veselja. Toda pomembno je tudi, da se ne izogibamo zapravljanju za manj pomembne v našem življenju, saj šibke vezi med nami lahko prerastejo v močne. Kažejo tudi, da so ljudje, ki se večkrat vedejo prosocialno, bolj zadovoljni in veseli, in da ima torej prosocialno vedenje na posameznika pozitiven vpliv. Izvor in način pridobitve denarja pri raziskavah nima statistično pomembnega vpliva na način zapravljanja ali na doživljanje veselja, ki ga občutimo ob prosocialnem ali pa egocentričnem zapravljanju.
Fenomenološka študija petih starostnikov, ki so delali v dobrodelni organizaciji je raziskovala, kaj starostniku pomeni vpletenost v skupnost, zakaj se starostniki odločijo za sodelovanje v njihovi skupnosti, kako delo v njej doživljajo, živijo in čutijo in kakšen vpliv ima po njihovem vpletenost v skupnost na njihovo zdravje. Sodelujoči so povedali, da so začeli delati pri organizaciji, ker niso imeli nobenih drugih obveznosti in ciljev v vsakdanu, ker so videli kako ljudem v stiski ta organizacija pomaga, ker so v tem sodelovali že njihovi prijatelji ali ker so želeli pomagati drugim. Vsi so povedali, da so ob tem delu našli nove prijatelje, zaradi česar so bili bolj zadovoljni in veseli. To so bili ljudje, ki so jim nudili pomoč, ljudje, ki so spremljali njihovo delo in pa sodelavci, katere so začeli dojemati kot družino. Ena izmed udeleženk je povedala, da je delo z ljudmi dojela zelo stimulativno, počutila se je psihično in fizično boljše. Sodelujoči so ob delu doživeli tudi osebno zadovoljstvo, ponos, veselje nad pripadnostjo neki skupini, zadovoljstvo ob pomoči drugemu. Ena izmed udeleženk je bila še posebno vesela tega, da se je pri svoji starosti zmogla naučiti upravljati z blagajno v trgovini. Sodelujoči so omenili pozitivne učinke dela na fizično in čustveno zdravje, saj so radi opravljali delo, ki jim je predstavljalo neke cilje, ki jih kljub letom še lahko dosegajo.
Prosocialnost in veselje se močno povezujeta. V eni od študij  so avtorji raziskave ugotavljali vpliv zapisovanja prijaznih dogodkov na posameznikovo veselje. Ugotovili so, da že preprosta naloga kot je dnevno štetje in zapisovnje prijaznih dejanj vpliva na posameznikovo srečo. Ljudje, ki so zaradi tega postali bolj veseli, so postali tudi bolj prijazni do drugih. Rezultati torej predlagajo, da veseli ljudje naredijo več lepih dejanj za druge, kar jih še bolj osreči. Veselje in prosocialno vedenje sta torej sklenjeni krog. Če je človek vesel, je njegovo vedenje prijaznejše in bolj prosocialno usmerjeno, kar mu prinese še več veselja.
V neki drugi raziskavi so raziskovali ali pripovedovanje prijatelju o veselem dogodku kako vpliva na odnos in interakcijo. Ugotovili so, da če ljudje govorimo lastne vesele dogodke prijatelju, se tudi sami počutimo še srečnejši, saj veselje prijatelja dvigne še naše veselje. Podobno velja za pripovedovanje o žalostnih dogodkih. Namreč če pripovedujemo o teh, po navadi prijatelji zmanjšajo vrednost teh dogodkov in na njih gledajo manj ogrožajoče kot mi in tako zmanjšajo tudi naša negativna počutja. Pokazalo pa se je tudi, da so se prijateljstva izboljšala in poglobila, če je bilo več izmenjave veselih ali žalostnih dogodkov.
Na podlagi prejšnjih raziskav, so se raziskovalci odločili, da bodo preverili prosocialnost v povezavi z blagostanjem države. Zanimalo jih je namreč, ali so ljudje v revnih državah manj radodarni kot ljudje v bogatih državah, zato so podatke zbirali v Indiji, Ameriki, Kanadi, Ugandi in Afriki. Dokazali so, da je prosocialnost univerzalna in ni vezana na finančno stanje države, saj je npr. Severna Amerika dosegla podobne rezultate kot Uganda. Rezultati raziskave nakazujejo tudi, da ljudje po svetu občutijo pozitivne emocije, kadar uporabljajo svoja finančna sredstva v korist drugih ter da ne prihaja do pomembnejših razlik v prosocialnosti med prebivalci revnih in bogatih držav.

#### Veselje ob prosocialnem vedenju med različnimi starostnimi skupinami
Veliko raziskav je bilo že izvedenih na področju povezave med doživljanjem veselja in prosocialnim vedenjem, nekatere raziskovalce pa je zanimal vpliv prosocialnega (družbeno koristnega) vedenja na količino veselja pri ljudeh iz različnih starostnih skupin. 
V ta namen so Aknin, Hamlin in Dunn (2012) izvedli raziskavo, ki je ugotavljala povezavo med podarjanjem reči v smislu prosocialnega vedenja in občutki veselja pri otrocih, mlajših od dveh let. Želeli so potrditi oz. zavrniti svojo hipotezo, da so malčki, ki podarjajo stvari ostalim ljudem srečnejši kot malčki, ki jih zgolj sprejemajo. V glavnem eksperimentu je bila malčkom predstavljena lutka (opica). Vsakemu malčku je bilo rečeno, da lutka obožuje sladkarije. Lutka ter malček sta dobili vsak svojo skledo s sladkarijami. Eksperimentator je nato našel novo sladkarijo in prosil malčka, da podari novo sladkarijo lutki. Na koncu je bilo malčku predlagano, da ponudi lutki tudi sladkarijo, ki je prihajala iz njegove sklede. Rezultati raziskave so pokazali, da so malčki občutili veliko večje veselje takrat, ko je lutka prejela sladkarijo kot takrat, ko so bili sami obdarjeni.
V drugi raziskavi so Otake, Shimai, Tanaka-Matsumi, Otsui in Fredrickson (2006) ugotavljali, kako prosocialno vedenje vpliva na količino izraženega veselja pri študentih psihologije. Raziskava je vključevala eksperimentalno in kontrolno skupino. Eksperimentalni skupini študentk je bilo naročeno, da naj bi bile v prihodnjem tednu še posebej pozorne na svoja dejanja solidarnosti v odnosu do drugih ljudi. Kontrolna skupina ni dobila nobenih posebnih navodil. Rezultati raziskave so pokazali, da so tisti udeleženci eksperimenta, ki so bili bolj pozorni na svoja prosocialna dejanja, izražali večjo količino veselja kot ostali udeleženci.
V zadnji raziskavi, ki so jo izvedli Aknin, Broesch, Hamlin in Van de Vondervoort (2015) so ugotavljali, ali obstaja podobna povezava med prosocialnim vedenjem in količino veselja tudi pri starejših odraslih osebah. Raziskavo so izvedli na dveh skupinah ljudi. Prvi skupini je bilo naročeno, da naj porabi dobljeni denar zase, drugi skupini pa, da naj denar porabi za nekoga drugega. Rezultati raziskave so pokazali, da so tisti udeleženci, ki so porabili denar za druge, doživljali večjo količino veselja kot tisti, ki so ga porabili zase.  
Vse opisane raziskave so pokazale, da je za ljudi iz različnih starostnih skupin značilno, da doživljajo večjo količino veselja, kadar se poslužujejo oblik vedenja, ki je v korist drugim ljudem.

## Veselje in osamljenost
V raziskavi Uchinda, Norasakkunkita, in Kitayama (2004) je večina udeležencev definiralo veselje kot pozitivna čustva o sebi. 
V študiji o Posledicah Osamljenosti na Fizično Aktivnost in Umrljivost pri Starejših in Moči Pozitivnih Emocij (2012) so raziskovali kako lahko veselje vpliva na zmanjšanje osamljenosti. Njihova hipoteza je temeljila, da bo osamljenost vplivala na nižjo fizično aktivnost ter pozitivno korelacijo z umrljivostjo.V študiji je sodelovalo 228 starejših občanov Mantinobe, od katerih so bili podatki pridobljeni iz dveh različnih baz podatkov »Aging in Mantinoba« in »Successful Aging Study«. Rezultati so pokazali da je večja osamljenost asociirana z manjšo fizično aktivnostjo, ter da je le ta povezano z veseljem posameznika. Bolj kot je posameznik pozitiven večja je njegova fizična aktivnost. Ti rezultati podpirajo Fredrickosonovo teorijo da lahko veselje pripomore k zmanjšanju osamljenosti, ter obenem povečanju fizične aktivnosti.

## Različni kulturni vidiki veselja
Pflug (2009) pravi, da je veselje sicer univerzalno, vendar pa je njegovo pojmovanje specificirano tudi s kulturnim vidikom, torej kako si različne kulture sploh razlagajo pomen tega čustva. Skozi zgodovino se je psihologija bolj ukvarjala s psihičnimi obolenji, kot pa s samo dobrobitjo uma. Čeprav je James leta 1902 predvidel, da bo psihološko blagostanje kmalu postala glavna skrb psihologov, pa je minilo več kot sto let preden je psihologija dojela glavni pomen veselja in s tem tudi njegovega vpliva. Raziskave veselja so tako pripeljale do popolnoma novih področij za raziskovanje in psihologi, ki se ukvarjajo z raziskovanjem različnih kultur so začeli poudarjati velik pomen ljudskih teorij (folk theories) ter vsakdanjih navad. Kitayama in Uchida (2009) ter že prej omenjeni Pflug (2009) so z raziskavami ugotovili, da med različnimi kulturami prihaja do razlik v pojmovanju veselja kot čustva. Pflug (2009) je ugotovil, da so Nemci na primer bolj usmerjeni k ciljno orientiranim in hedonističnim vidikom veselja kakor Južnoafričani, ki dajejo prednost bolj mirnim in uravnovešenim mentalnim oziroma emocionalnim stanjem, kot sta zadovoljstvo in duševni mir. Tako sta Kitayama in Uchida (2009)  prišla do zaključka, da Američani na veselje gledajo z bolj pozitivnega in osebnega vidika kot Japonci, ki značilnosti veselja umeščajo k bolj negativnim vidikom ter imajo pojem veselja za socialen. Raziskave sto tudi pokazale, da Turški študentje kasneje doživijo veselje kot študentje v ZDA. Prav tako je bila opazna razlika, ko so si študentje med seboj podelili vesele izkušnje. Čeprav so si študentje podelili enake dogodke so Američani ob tem doživeli večjo mero veselja.

## Vpliv ekonomskega položaja na veselje
Aknin, Norton in Dunn (2009) pravijo, da kljub temu, da naj bi imel denar majhen vpliv na veselje, ljudje posvečajo ogromno časa temu, da bi ga zaslužili. Menijo, da jim bo denar prinesel zadovoljstvo. V raziskavo so vključili 429 ljudi ter jim naročili, naj razmislijo o veselju drugih ljudi glede na različen nivo prihodka. Skladno z večino prejšnjih raziskav so prišli do ugotovitve, da med dohodkom in veseljem obstaja pozitivna korelacija. Udeleženci so bili enakega mnenja, podcenjevali pa so veselje ljudi z nizkim dohodkom. Napovedali so, da naj bi bili deležni precej manj veselja. To hipotezo so raziskovalci ovrgli. Prišli so do zaključka, da ljudje precenjujejo pomen denarja.
Raziskovalci Dunn, Kushlev in Lucas (2015) so izvedli raziskavo na področju vpliva denarja na veselje. Udeleženci so morali podrobno opisati prejšnji dan, dogodek za dogodkom. Rezultati so pokazali, da so bogatejši posamezniki občutili manj žalosti, niso pa odkrili pozitivne korelacije med denarjem in veseljem. Dohodek naj ne bi imel vpliva na zadovoljstvo posameznika. Dolgoročen vpliv naj bi imel samo na revne ljudi, saj bi lažje zadovoljili osnovne potrebe in se znebili skrbi, kar pa bi posledično prineslo več veselja v njihovo življenje. Revni ljudje se zaradi finančnih težav v primerjavi z bogatimi veliko manj posvečajo dodatnim aktivnostim, ki bi jih spravile v dobro voljo.
V zadnjih desetletjih je količina časa, ki jo povprečen človek vloži v svoje službeno delo precej narastla. Hsieh (2011)  pravi, da je pogosto prepričanje med ljudmi, da bodo z denarjem postali srečni. Dojemanje pojma veselje se celo znotraj enakih ekonomskih statusov močno razlikuje. Gerontologi tudi že dalj časa ugotavljajo povezavo med starostjo, denarjem in srečo. Z vzdolžno študijo je želel ugotoviti, ali se vpliv denarja na veselje med generacijami kaj razlikuje. Veselje je preučeval s preprostim vprašanjem: Kako bi trenutno ocenili svoje življenje (zadovoljen, še kar zadovoljen, nezadovoljen)? Pomembno je, da so upoštevali tudi število članov, ki so živeli v posameznem gospodinjstvu (razlika je, ali prihodek pripada samo enemu človeku ali na primer petim ljudem). Končni rezultati so pokazali, da so bili ljudje z višjim dohodkom bolj srečni. To je veljalo za vse tri starostne skupine. Če pa so upoštevali tudi ostale dejavnike (zdravje, odnose, vero itd.), pri starejših ljudeh niso opazili korelacije med denarjem in srečo. Raziskovalci menijo, da s starostjo začnemo bolj ceniti druge vrednote. Zaključili so, da ima denar pri mlajših osebah večji pomen (financiranje izobrazbe, nakup stanovanja, stroški otrok).
L. Mitchell, M. R. Frank, K. Decker Harris, P. Sheridan Dodds in C. M. Dandforth (2013) so ugotovili, da se visok socialno-ekonomski položaj pozitivno povezuje z veseljem in obratno za nizek socialno-ekonomski položaj. Pravijo, da bogastvo močno vpliva na prisotnost veselja pri prebivalcih, saj se je tam, kjer so dohodki gospodinjstev večji, močno povečala tudi raven veselja in znižala tam, kjer je prisotna revščina. Vseeno je povezava med premožnostjo in veseljem še vedno vprašljiva, saj rezultati nekaterih  raziskav trdijo drugače. Dejstvo, da rezultati niso vedno enoznačni je razvidno iz Easterlinovega paradoksa, ki pravi, da ljudje z večjimi dohodki sicer pogosteje poročajo o svojem veselju, vendar so v mednarodnih primerjavah ugotovili, da se raven veselja pri ljudeh bistveno ne razlikuje glede na nacionalni dohodek na osebo, vsaj ne med državami, kjer je nacionalni dohodek na osebo dovolj velik, da zadovolji osnovne potrebe.
Tudi Luca Stanca (2009) se v svoji raziskavi nanaša na Easterlinov paradoks. Ugotovil je namreč, da ljudje z višjimi prihodki bolj poročajo o svojem veselju, tisti, ki so brezposelni pa manj. Ugotovil pa je tudi, da je vpliv ekonomskega položaja posameznika odvisen od ekonomskega položaja države, v kateri živi. In sicer je prišel do zaključka, da so  vplivi prihodkov močnejši v tistih državah, kjer je BDP na prebivalca nižji. Vpliv brezposelnosti pa ima večji vpliv v državah, kjer je BDP v državah višji in kjer je brezposelnost višja.
Na temo denarja in veselja je bilo izvedenih že kar nekaj raziskav, končni rezultati pa so različni. Aknin idr. (2009)  so na primer dokazali povezavo med denarjem in veseljem. Dunn idr. (2015)  pa trdijo, da korelacija med denarjem in veseljem ne obstaja. Težava nastane predvsem zaradi tega, ker ljudje potrebo po denarju zadovoljujejo na progresiven način Arhivirano 2015-12-22 na Wayback Machine.. Ko človek zasluži določeno vsoto denarja je nekaj časa srečen, kmalu pa se pojavi potreba po večjem zaslužku (začasno veselje izgine).

## Fiziološki vplivi veselja
V raziskavi na 27
desničarjih moškega spola, so preučevali razlike v vplivu strahu, jeze, veselja
in žalosti v primerjavi z nevtralnim čustvovanjem na srce in ožilje. Preučevali
so razlike v minutnem volumnu srca, perifernem žilnem uporu in krčenju srčne
mišice med izvajanjem eksperimentov ter če lahko te razlike pojasnijo razlike v
krvnem tlaku ob doživljanju teh čustev. Eksperimenti so potekali tako,
da so sodelujoči v testni sobi poslušali vnaprej posneta navodila za sproščanje,
ki so vsebovala tudi branje scenarija in 30 sekundni interval slik, glede na
pripadajočo čustvo, vendar sodelujoči niso bili obveščeni, katero čustvo na bi
se pojavilo. Rezultati te metode so za
veselje kazali nekoliko povišano bitje srca in krvnega tlaka, vendar dosti
nižje kot pri jezi. Količina krvi, ki jo srce prečrpa v enem udarcu, se je
zmanjšala ob doživljanju veselja. Prav tako veselje ni povzročilo večjih sprememb
v minutnem volumnu srca in perifernem žilnem uporu. Tako so rezultati meritev
pokazali, da je bilo najmanjše odklanjanje od rezultatov kontrolnega merjenja –
neinduciranega čustva – pri doživljanju veselja in žalosti. Rezultati veselja
so bili sicer podobni doživljanju strahu, a manjše jakosti. Predvsem čustvo strahu in jeze,
ne pa toliko veselja je torej vplivalo na visceralne spremembe, vendar teh
rezultatov ne moremo posplošiti, saj niso delani na reprezentativnem vzorcu
ljudi. 

### Fiziološko zdravje v povezavi z veseljem
Znano je, da mentalni faktorji lahko vplivajo na fizično funkcionalnost, ter da psihološko zdravje lahko vpliva na telesno zdravje. Čeprav veselje ne zdravi bolezni, lahko preprečuje posamezniku da zboli. Veselje vpliva na zdravje predvsem posredno, saj naj bi bolj veseli posamezniki živeli bolj zdravo življenje ter več časa posvetili športu, zdravi prehrani ter manj časa slabim razvadam, kot so kajenje. Raziskovalci so raziskavo o povezavi med zdravjem in veseljem opravljali v Evropi, in sicer na vzorcu 60 232 anketirancev iz 47 držav. Vsi so svoje veselje in zdravje ocenjevali subjektivno, saj tudi subjektivna ocena izraža realno stanje le teh. Veselje ter zdravje variirata po Evropi in znotraj držav samih. Slovenija spada med manj zdrave države ter povprečno vesele. Prikazali so, da sta veselje in zdravje med seboj tesno povezana, ter močno odvisna tudi od drugih faktorjev kot so prihodek ali socialni stiki. Do podobnih rezultatov so prišli tudi v Italiji, in sicer v provinci Tronto. Imeli so veliko manjši vzorec, in sicer 817 ljudi, vendar še vedno reprezentativen. Tudi oni so ugotovili, da je veselje povezano z dobrim zdravjem ter navedli nekaj razlogov. Glavna razloga sta bila, da so veseli ljudje bolj nagnjeni k zdravemu življenju ter odpornejši na razna psiho-fizična obolenja.

## Vpeljava veselja preko virtualnih okolij
Raziskovalci so se preko eksperimentov z 18 prostovoljci
iz španskih univerz, starih med 58 in 79 let, ukvarjali s sprožitvijo in povečanjem količine pozitivnih čustev skozi virtualni
okolji, namenjeni sprožitvi veselja ali sproščanja z emocionalno pozitivnim
ozračjem. Stimulirali sta sprehod v naravi, torej je vizualna spodbuda uporabnika
pripeljala na sredo travnika z razpotjem, katerega poti so vodile k različnim
treningom. Razlika med njimi je bila v barvi okolja, glasu ki je uporabnika
spremljal in zgodbah, ki jih je uporabnik med tem poslušal. V virtualnem okolju
veselja je priklical pozitivne spomine, pri katerih se je poskušal spomniti čim
več podrobnosti in jih kasneje opisati. Druga možnost v tem okolju je bila vaja,
kjer se je moral uporabnik osredotočiti na vse kar je videl in slišal. Ob tem
naj bi sprejel vse misli in občutja, ki jih je doživljal. Tretja možnost pa je vodila
uporabnika do kraja, kjer je lahko razmišljal ob čudovitem sončnem vzhodu.
Pri virtualnem okolju sproščanja
so rezultati pokazali, da so sodelujoči po sproščanju čutili manj tesnobe, več
veselja, sproščenosti in opazno zmanjšanje žalosti. Od teh je bila največja
razlika v povečanju veselja. Pri virtualnem okolju veselja so rezultati ob
koncu pokazali veliko zmanjšanje tesnobnosti, povišano stopnjo veselja,
sproščenosti in zmanjšanje občutka žalosti. Obe okolji sta torej uspešno
inducirali čustva, sodelujoči so bili s sistemom zadovoljni, uporaba se jim ni
zdela težka, pristnost okolja pa je bila visoko ocenjena.

## Nasmeh in socialne interakcije
Raziskave z dojenčki so pokazale, da sta stopnja zoženja oči in stopnja odprtosti ust neodvisno povezani z intenzivnostjo nasmeha.
Robert
E. Kraut and Robert E. Johnston sta opazovala
kako socialne interakcije vplivajo na veselje športnikov. Ugotovila sta, da so športniki bolj nagnjeni k izražanju veselja
kadar gledajo v svoje prijatelje ali v publiko. Manj izražajo veselje, ko
gledajo v zemljo ali stran od prijateljev.
Jose-Miguel Fernandez-Dols and Maria-Angeles Ruiz-Belda sta tudi opazovala vpliv socialne interakcije na veselje. Želela sta ugotoviti ali je nasmeh res znak veselja oziroma sreče. To sta opazovala na dobitnikih medalj na Olimpijskih igrah v Španiji leta 1995. Ugotovila sta, da socialna interakcija zares vpliva na izražanje veselja neodvisno od emocionalnega stanja posameznika. Sreča ni zadosten razlog za smejanje in nasmeh ni nujno znak sreče. 
M. Shore in Erin A. Heerey pa sta ugotovila, da ljudje razlikujejo med pristnim in vljudnim nasmehom, ter da prvega tudi bolj cenijo.
Paul Ekman je leta 2009 definiral 18 različnih nasmehov med katerimi je samo en tak (pristen nasmeh), ki ga spremljajo pozitivna čustva. Pristen nasmeh je tisti nasmeh, ki ga sproži pozitivno čustvo, pri njem pa se sproži tako Orbicularis oculi mišica kakor tudi Zygomaticus major mišica. A. S. Coffman (2013) je izvedel študijo s katero je želel ugotoviti kakšna je naša sposobnost ločevanja med pristnim in nepristnim nasmehom. Poleg lastnega poročila, ki so ga podali udeleženci, so eksperimentatorji uporabili tudi program očesnega zaznavanja, zato da so bili najbolj občutljivi deli obraza, ki so se sprožili pri udeležencih, ko so opazovali različne nasmehe,  natančno določeni. Za raziskavo so uporabili video posnetke, izmed katerih je vsak upodabljal smejočo se osebo (10 s pristnim ter 10 z nepristnim nasmehom). Rezultati so pokazali, da so udeleženci med nepristnim ter pristnim nasmehom ločili v 65%, prav tako pa so moški kot ženske porabili več časa z opazovanjem oči kakor ust. Rezultati lastnih poročil pa so pokazali, da je 75% udeležencev gledalo oči, 10% usta, 5%  pa celoten obraz. Vendar pa so s programom očesnega zaznavanja ugotovili, da so nekateri udeleženci, ki so poročali, da so gledali oči, v resnici gledali usta ali celoten obraz.
Nasmešek je znak, da je posameznik srečen ali da mu je všeč oseba, kateri se je nasmehnil. Smejoče se osebe veljajo za srečnejše, prejemajo višje ocene privlačnosti, prijaznosti, kompetentnosti in poštenosti. Ljudje, katerih nasmešek je označen za lažnega so manj priljubljeni. 
Nasmeški, ki jih ocenijo kot pristne vključujejo aktivacijo določenih mišičnih področij in so izraženi dalj časa kot nasmeški, ocenjeni  kot manj pristni, ocena pristnosti je odvisna tudi od kulture in posameznika. Ženske so najprivlačnejše med izražanjem veselja in najmanj med izražanjem ponosa. Za moške velja obratno. Ženske iščejo partnerja, ki bo samozavesten, uspešen, kar kaže s ponosom, moški pa partnerke, ki so dostopne, prijazne. To se sklada s sociokulturnimi normami. Dokazano je tudi, da se ženske pogosteje smejejo.
Že dojenčki se pogosteje smehljajo v bližnji prisotnosti drugih ljudi, ko se jim odrasli nasmihajo in jih ogovarjajo, kot pa, če le stojijo v bližini. Socialni nasmeh se tudi s starostjo pojavlja vedno pogosteje. Vendar pa je nasmihanje najpogostejše v prvih desetih minutah interakcije, kar bi lahko razložili z naraščajočo utrujenostjo, zaspanostjo in prilagoditvijo na konstantno situacijo. Smehljanje ima za dojenčka velik pomen, saj s smehljanjem vzbudijo močne materinske občutke pri skrbnikih, kar poveča njihove možnosti za preživetje.
Predšolski otroci v starosti od 2 do 5 let se najpogosteje smehljajo tako, da se jim kotički ustnic privihajo in razkrijejo zgornjo vrsto zob, kar imenujemo zgornji nasmeh. Ta nasmeh je najbolj socialen od treh, opazovanih v raziskavi, ki je želela raziskati oblike in funkcije nasmeha pri predšolskih otrocih. Socialen nasmeh je najpogostejši v družbi in še posebej ob pozdravljanju, skupni igri, kazanju stvari in verbalni interakciji ter se s starostjo pojavlja vedno pogosteje. Druga dva tipa nasmeha sta zaprti nasmeh, ki je najpogosteje namenjen samemu sebi med samostojno igro ter nima socialne funkcije, ker se njegova pojavnost ne spreminja skozi razvoj, in široki nasmeh, pri katerem se razkrijeta zgornja in spodnja vrsta zob, značilen pa je za aktivno igro. Pojavljanje zgornjega, ter do neke mere širokega nasmeha, pa ne le raste, ampak postaja tudi bolj selektivno glede na spol. Najvidneje se to dogaja pri dečkih, ki pri štirih letih namenjajo socialni zgornji nasmeh skoraj ekskluzivno le za ostale dečke. Deklice ga ne uporabljajo tako ekskluzivno, vendar vseeno redkeje v interakciji z dečki.
Otroci se z nasmehom/veseljem odzivajo tako na pozitivne kot na negativne dogodke. Raziskovalki Nazan Aksan in Grazyna Kochanska (2004)  sta raziskovali veselje s socialnim ozadjem in veselje brez socialnega izvora. Otroke, udeležene v raziskavi, sta izpostavili šestim dogodkom, ki naj bi pri njih sprožili pozitivna čustva. Trije so vključevali socialne igre, izmenično z mamo/očetom, raziskovalko ter tujo žensko (snemalko). Pri ostalih treh pa sta opazovali otroka, ko se je ta igral sam, ko je gledal lutkovno predstavo ter ko je poslušal klasično glasbo. Raziskovalki sta kodirali otrokove odzive na lestvici od 0 do 3, pri tem 0 pomeni »ni nasmeha« in 3 »velik nasmeh, odprta usta, gubice v kotičkih oči«. Ugotovili sta, da se stopnja veselja razlikuje glede na njen izvor - kot pričakovano, je veselje najintenzivnejše pri dražljajih s socialnim ozadjem.
Smeh pa je prisoten tudi pri živalih. Veliko ljudi zanika možnost, da tudi živali podobno kot ljudje doživljajo čustva, kot je veselje. Prevladuje prepričanje, da je vedenje živali evolucijsko pogojeno. A raziskave kažejo, da se tudi živali odločijo za določeno obliko vedenja ne le instinktivno, temveč tudi zaradi pozitivnih občutkov, ki jih medtem doživljajo.  Jaak Panksepp je s sodelavci raziskoval vedenje laboratorijskih podgan.  Ugotovili so, da podgane med igranjem ali med drugimi socialnimi interakcijami proizvajajo zvoke v višini 50kHz – ta odziv pa lahko dramatično povečamo z žgečkanjem živali in potezami, podobnimi tem, ko se živali igrajo med sabo. Take interakcije v največji meri sprožijo "podganji smeh". Ti zvoki predstavljajo željo po socialnih interakcijah, podobno kot smeh pri ljudeh; ugotovljeno je namreč že bilo, da imata navedena zvoka isti nevrološki izvor, deluje torej isti del možganov.
Nasmejani obraz zajema obrazne spremembe na področju okoli ust in na področju okoli oči. Za nasmeh je potrebno krčenje dveh obraznih mišic. Prva mišica se imenuje Zygomaticus major, katere krčenje dvigne kotičke ustnic in povzroči nasmeh.  Druga pa se imenuje Orbicularis oculi katere krčenje povzroči pojav  gubic v očesnih kotičkih ter zmanjšano odprtost oči. Ločujemo dva tipa nasmehov in sicer pristni ter narejeni nasmeh. Pristen nasmeh je tisti, ki vključuje krčenje mišice Orbicularis oculi medtem ko narejeni nasmeh vključuje samo krčenje mišice Zygomaticus major. Obrazni izrazi nasmeha, ki odražajo veselje imajo veliko vlogo pri vzpostavitvi in ohranjanju socialne interakcije.
Na temo prepoznavanje nasmejanega obraza so bili izvedeni 4 eksperimenti eksperimenti→ekspermenti , ki so proučevali ali prepoznavanje nasmejanega obraza zajema samo nasmeh (sprememba okoli ust) ali zajema tudi spremembe na področju okoli oči ter ali obrazne spremembe okoli oči vplivajo na hitrost prepoznavanja veselja pri človeku. V prvem eksperimentu so znanstveniki proučevali kako hitro so udeleženci eksperimenta prepoznali nasmeh na obrazu. Sodelovalo je 12 prostovoljcev katerim je bilo prikazanih 12 slik nasmehov s spremembami na področju oči in 12 slik nasmehov s spremembami okoli ust, vmesno pa so bile prikazane tudi slike obrazov, ki niso prikazovale nasmeha. Njihova nadaljnja naloga je bila, da so pritisnili gumb vsakič ko so zagledali nasmejani obraz. Drugi eksperiment je prav tako raziskoval prepoznavanje nasmeha na obrazu vendar na slikah , ki so vse prikazovale isto osebo. V tretjem eksperimentu so morali udeleženci prepoznati nasmejani obraz preko slik, ki so prikazovale bodisi spodnje (usta) bodisi zgornje (področje oči) dele obraza. V zadnjem eksperimentu, četrtem eksperimentu  pa so raziskovali če na hitrost prepoznavanja nasmeha na obrazu vpliva prikazovanje tudi obrazov, ki ne prikazujejo nasmeha temveč prikazujejo gnus. Nasmehi, ki kažejo spremembe na področju oči so hitreje prepoznani kot izražanje čustva imenovanega veselje. Počasnejše je prepoznavanje obraza, ki ne kaže sprememb okoli oči. V splošnem so izrazi veselja na obrazu prepoznani hitreje kot katerikoli drugi čustveni izrazi. Za prepoznavanje nasmejanega obraza je dovolj že sam nasmeh (sprememba okoli ust). 
Ločimo dva tipa nasmeha. Pristni in narejeni nasmeh. V študiji je bilo ugotovljeno, da je tip nasmeha zanesljiv pokazatelj zaupanja pri človeku. Ljudje bolj pozitivno prepoznajo in ocenijo tiste izraze, ki prikazujejo pristne nasmehe. Prepoznavanje človekovega obraznega izraza vodi ljudi v njihovih medosebnih interakcijah interakcijah→interakcijah . Ljudje raje stopajo v interakcijo z osebami, ki prikazujejo pristni nasmeh. Človek je sposoben prepoznati oz. ločiti pristni nasmeh od narejenega kar omogoča, da človek lahko prepozna ali je neko vreden zaupanja ali ne. Ljudje v 80% pravilno ločijo med pristnim in narejenim nasmehom.

## Razlikovanje med pravim in nepravim nasmehom
Nasmeh je obrazni izraz na obrazu, ki je odras veselja, sreče. Poznamo več vrst nasmeha vsi pa se pojavijo, ko se skrči obrazna mišica zygomatic major, ob tem pa se dvignejo kotički ustnic. Najbolj pristen in pravi nasmeh je Duchenne nasmeh pri katerem se skrči tudi mišica orbicularis oculi, ki povzroči dvig lic okrog oči (Ekman, Davidson in Friesen, 1990; v: Messinger idr., 1999)
. V neki študiji so raziskovali s starostjo povezane spremembe v zmožnosti razlikovanja med pravim in zlaganim nasmehom, drugih ljudi. Vsem udeležencem preiskave so pokazali slike na katerih so bili pravi nasmehi, zlagani nasmehi in nevtralni izrazi. Eksperimentatorji so jih prosili naj takoj razberejo čustveno stanje osebe na sliki, opirajoč se na vprašanje, ali je oseba na sliki srečna. Rezultati so pokazali da so ljudje ob prikazu pravega, iskrenega nasmeha, večkrat opisali osebo na sliki kot srečno, kot pri prikazu zlaganega nasmeha. Prav tako pa so osebo na sliki večkrat označili za srečno ob prikazu zlaganega nasmeha, kot pri prikazu nevtralnega izraza.
Narejena je bila tudi študija pri kateri so merili dolžino in gladkost nasmehov žensk, kot odziv na gledanje pozitivnih čustvenih filmov, med tem ko so te filme gledale same in v socialni interakciji. Pri Duchanne nasmehu so opazili regularnost in gladkost nasmeha, prav tako pa je bila dolžina proporcionalno razvrščena na začetku, vrhu in koncu. Medtem ko drug nasmeh ni pokazal proporcionalnosti med temi komponentami. Rezultati so bili enaki ne glede na socialno interakcijo in samoto pri gledanju filmov.
Pri preučevanju razlik med otroki in odraslimi pri razlikovanju prepoznavanja pravega in zlaganega nasmeha je bilo ugotovljeno, da so se otroci pri razlikovanju opirali na očesne zanke veselja in na odprta usta pri nasmehih. Odrasli pa so nasmeh z dvignjenimi lici opisovali bolj pozitivno in označili to kot bolj pristen nasmeh, so pa bolj negativno sodili nasmehe z odprtimi usti.
Raziskovalci so ugotovili, da se pojavljajo starostne razlike med prepoznavanjem pravega in zlaganega nasmeha, saj starejši odrasli večkrat opisujejo ljudi na kot srečne v primerjavi z mlajšimi odraslimi. Prav tako so razlike med otroci in odraslimi. Otroci se bolj opirajo na očesne znake in večkrat označijo osebo za srečno glede na intenzivnost nasmeha. Odrasli pa take nasmehe prej ocenijo kot zlagane. Potrjeno je bilo tudi, da je Duchenne manj spremenljiv v trajanju, in da je ta nasmeh bolj gladek in pristen kot drugi nasmehi. Na splošno pa je težko razbrati vrsto nasmeha, saj je veliko obraznih znakov zavajajočih, ko ocenjujemo pristnost nasmehov.  
Daniel S. Messinger, K. Laurie Dickson and Alen Fogel so v svoji raziskavi udeležile novorojenčke (1-6mesecev starosti)in njihove matere, ter  ugotovile da se je Duchenne nasmeha največkrat pojavljal na njihove obraze. Ostale nasmehe pri katerem se mišica orbicularis oculi ne skrčuje, so bile krajše in manj intenzivne. Dokazali so tudi, da Duchenne in ostale nasmehe pri novorojenčkih ne sledijo modele za čustvenih stanj pri odraslih.  
Vrsto nasmeha oziroma smeha (specifično kot odziv na štiri različna čustva, in sicer žgečkanje, veselje, posmeh in schadenfreude) pa je mogoče opredeliti tudi zvočno, ne le vizualno.

## Veselje in delo
Veselje pogosto preučujejo v povezavi z delom. Delo Hoskote (2010) je v svoji študiji ugotovil, da so posamezniki doživeli veselje na delovnem mestu, ko so bili uspešni pri določenih projektih, ki jih je bilo zaradi omejitve časa težko doseči. Odličen občutek nekega uspeha, dosežka privede do občutka veselja. Poleg tega so se kot pomemben pogoj za doživljanje veselja pri delu izkazali dobri odnosi s sodelavci. Gamble, Lincoln in Adamson (2009) so v svoji raziskavi ugotovili, da lahko udeleženci z iskanjem možnosti za razvijanje svojih sposobnosti pri ravnanju z ljudmi, povečajo svojo učinkovitost pri delu in s tem sebi povzročijo veselje.
Veselje na delovnem mestu se je na podlagi narejenih študij izkazalo kot pomemben prispevek tako k uspehu delavcev kot k uspehu celotne ekipe. Mnogi psihologi so se leta ukvarjali z raziskovanjem povezave med veseljem, dobro voljo, splošnim dobrim počutjem in uspešnostjo. Raziskava Jingzhou Pan in Wenxia Zhou , je potrdila slutnjo, da neka povezava res obstaja. Raziskovala je povezavo med plačo in veseljem, ter odkrila da se signifikantna razlika v nivoju veselja pokaže le do stopnje, ko ima posameznik zadovoljene vse osnovne življenjske potrebe. Osnovne življenjske potrebe pa ne vključujejo le osnovnih življenjskih potreb po vodi, hrani, spanju itd., ampak tudi potrebe po spoštovanju, pripadnosti, statusu in drugih psiholoških potrebah.  Vse nad to pa prinaša dodatne  odgovornosti in s tem stres ter druga negativna občutja (Diener in  Biswas-Diener leta 2002).
Raziskava izvedena na 12,894 študentih 1. letnika dodiplomskega študija štirih večjih Ameriških univerz, ki so jo izvedli Carol Nickerson, Ed Diener in Norbert Schwarz (2011) je pokazala, da imata uspeh in uspešnost pri študentih manjšo pomembnost pri stopnji veselja, kot pa pri zaposlenih osebah. Odkrili so, da so pri študentih v ospredju socialni odnosi, status in uveljavitev, med tem ko čutijo manjšo potrebo po intelektualnih dejavnostih, katerih rezultati so uspehi na študijskem področju.
Melissa M. Sloan (2012) je v svoji raziskavi ugotavljala razlike med spoloma kar se tiče doživljanja veselja na delovnem mestu. Rezultati so pokazali, da moški in ženske doživljajo jezo na delovnem mestu z enako frekvenco, medtem ko ženske poročajo o večjem doživljanju veselja v
primerjavi z moškimi sodelavci. Ta rezultat je zanimiv, ker bi se, glede na
splošno nižji položaj žensk na delovnem mestu, lahko pričakovalo, da bodo moški
doživljaji več veselja.
Na večini dejavnikov kakovosti delovnega mesta moški dosegajo višje rezultate kot ženske, imajo na primer višje dohodke, manj časa imajo stika z nadrejenimi, kar kaže na manj nadzora, imajo pa tudi večji vpliv nad drugimi na delovnem mestu kot ženske.
Analiza doživljanja oziroma obvladovanja veselja ne delovnem mestu je torej
razkrila nekaj zanimivih vzorcev. Kot pričakovano ženske lažje in bolj pogosto izražajo pozitivna čustva na delovnem mestu kot moški, čeprav ta fenomen ni bil pojasnjen s pomočjo karakteristik delovnega mesta samega po sebi. Pričakovano je bilo, da bodo delavci na višjih položajih bolj zadržani pri izražanju
čustev, vendar so ugotovili, da ti dve spremenljivki nista neposredno povezani. Zdi se, da se moški in ženske kar se tiče obvladovanja čustev obnašajo v skladu z normami kulturnega izražanja glede na spol. Moški in ženske torej doživljajo
podobne količine veselja pri delu, le da ženske izražajo to veselje navzven, moški pa ne. Razlog za tako obnašanje lahko leži v tem, da se ženske podzavestno obnašajo v skladu z normativi izražanja čustev, ki so značilne za ženske, ali pa kažejo več veselja na delovnem mestu, da bi prišle do višjega položaja.

### pri medicinskem osebju
Podobne vzroke veselja pri delu so ugotovili tudi pri zdravnikih in medicinskih sestrah. Ti trdijo, da na svojem delovnem mestu največkrat občutijo veselje, ko se pacientu zdravje izboljšuje. Za nekatere zdravnike tudi učne izkušnje v praksi prinašajo veselje. Obstajajo določene izkušnje, ki povečujejo poklicno zadovoljstvo in povzročijo veselje do dela. Zdravniki so poleg tega omenili, da pogosto doživljajo veselje takrat, ko je prisotna boljša komunikacija med člani ekipe in ko je prisotno priznavanje ostalih članov (medicinskih sester idr.), ki prav tako prispevajo k oskrbi bolnika. (Johnson, Woods, Stevens, Bowen, Provost, Sixta, Wagner, 2010) 

### pri socialnih delavcih
Socialni delavci so svoje veselje pri delu povezali z več vidiki, kot so odkrili v raziskavi  Pogosto so omenjali, da je vir veselja prav neposreden stik z ljudmi (tako strankami kot sodelavci) in tudi možnost, da služijo in pomagajo drugim ter da ta pomoč prinese pozitivne učinke. Kar nekaj delavcev najde veselje tudi pri sami izbiri poklica in delu, ki ga opravljajo kot strokovnjaki na socialnem področju. Posredno pa jim pozitiven pogled drugih na njihovo delo tudi prinaša veselje.

## Veselje in vsakodnevne dejavnosti
Mnoge raziskave dokazujejo, da imajo veseli ljudje boljše odnose s prijatelji, družino, partnerji in ljudmi na splošno. So bolj ekstravertirani, pripravljeni delati kompromise in manj nevrotični. Po mnenju nekaterih raziskovalcev je veselje ključni faktor za dobro počutje in zadovoljstvo v življenju. Vseeno pa ostaja vprašanje, kaj naredi ljudi bolj vesele. V eni od raziskav na temo veselja sta avtorja  preučevala bazo 35 let zbiranih podatkov, da bi ugotovila katere dejavnosti veseli ljudje največkrat počnejo. Prva raziskava je ugotovljala, katere od navedenih stvari na vprašalniku imajo ljudje na splošno najraje. Po pričakovanju se na primer raje družijo s prijatelji in igrajo z otroki, kot pa opravljajo najrazličnejša hišna opravila. Na lestvici najljubših dejavnosti so se znašli: seks (na prvem mestu), šport, igranje z otroki, cerkev in religija ter spanje (na istem mestu), hrana v restavracijah, druženje s prijatelji, druženje z družino, odmor v službi, branje in hrana doma, kot enajsta najljubša dejavnost pa sledi gledanje televizije. Sledila je raziskava, ki ugotavlja katere od teh stvari najraje počnejo ljudje, ki so v primerjavi z drugimi nadpovprečno veseli. Udeleženci so najprej označili stopnjo veselja (sreče), ki jo dnevno občutijo in šele nato obkrožili, kaj jim prinese največ veselja. Ugotovitve so pokazale, da se veseli ljudje radi družijo, in največ veselja jim prinese preživljanje prostega časa z družino. Zelo veseli ljudje hodijo v cerkev vsaj 5 krat več kot pa ljudje, ki so le nekoliko veseli. Čeprav je seks v prvi raziskavi na prvem mestu, na veselje vpliva le v začetni fazi zveze, kasneje pa na poročene pare nima tolikšnega vpliva. Gledanje televizije je edina stvar, ki so jo ljudje v prejšnji raziskavi postavili dokaj visoko in ni povezana z veseljem. Raziskovalca sta ugotovila, da manj srečni pari gledajo več televizije kot srečni pari.  

### Čokolada ali jabolko
Če se želimo le na hitro razvedriti, nam raziskava  o učinku čokolade v primerjavi z jabolkom predlaga, da naj vsake toliko časa za občutek veselja raje posežemo po koščku čokolade. Udeležence te raziskave je predstavljalo 37 žensk, ki so dobile 4 tablice čokolade, 4 jabolka in 12 kuvert, v katerih so se nahajali vprašalniki. Ko so izpolnile vprašalnik so dobile navodilo, ali morajo pojesti čokolado ali jabolko in po končanem obroku vklopile štoparico, ki jim je zapiskala na 5, 30, 60 in 90 minut. Vsakič so morale ponovno odgovoriti na vprašalnik, ki jim je vzel 3 minute. Eno uro pred začetkom in med poskusom niso smele jesti ničesar drugega. 
Rezultati so pokazali, da se dobra volja najbolj izrazi po tem, ko so udeleženke pojedle čokolado. Pomembno je, da se počutje po čokoladi ni le izboljšalo, ampak je čokolada pri udeleženkah sprožila veselje. Problem je nastal le, če so imele udeleženke slabo samopodobo in so čokolado namesto z veseljem povezale s krivdo. Čokolada torej vzbudi občutek sreče in veselja bolj kot jabolko, vendar le, če se človek po tej hrani ne počuti krivega in obžaluje, da jo je pojedel.

## Veselje in bivanje v glavnih mestih
Alan T. Piper (2014) je pri svoji raziskavi iskal povezavo med veseljem in prebivanjem v enem od evropskih glavnih mest. Pri raziskavi je ugotovil,da so ljudje, ki živijo v glavnih mestih manj veseli kot tisti, ki ne. Vendar je pri razlagi svoji rezultatov izpostavil še eno pomanjkljivost. Z raziskavo namreč ni ugotovil, ali so ljudje manj veseli zato, ker živijo v glavnih mestih ali pa se le manj veseli ljudje preselijo tja. Če se torej nekdo preseli iz nekega obrobnega mesta v glavno, še ne pomeni, da bo to povzročilo manj veselja v njegovem čustvovanju. Za svoje rezultate je predvideval več vzrokov, eden je na primer ta, da smo ljudje socialna bitja, kar pomeni, da težimo k družbi drugih ljudi, zato bi lahko bil problem glavnih mest to, da so ljudje, ki živijo tam, manj povezani, bolj individualni, anonimni in, da niti ne poznajo svojih sosedov. Ravno tako je predvideval, da bi vzrok lahko bil prevelik pritisk urbanega življenja, višja raven neenakosti ali pa strah pred zločinom, ki naj bi bil bolj prisoten v prestolnicah kot drugod. Ugotovil je celo, da na veselje bolj vpliva strah pred zločinom, kot pa, če je bil posameznik dejansko žrtev zločina.

## Disasociacije med veseljem in pozitivnostjo
Panksepp je trdil, da je afetkivno procesiranje emocije na podlagi treh funkcionalnih in neuroanatomskih različnih ravneh, ki aktivirajo subkortikalne mreže (primarna raven), limbičnega sistema (sekundarna raven) in neokorteksa (terciarna raven). Raziskovalci, ki so želeli preizkusiti to trditvijo, so se fukusirali na to, da se veselje in pozitivnost izražajo pri procesiranja na sekundarni in terciarni ravni, to so preiskušali z nalogo z besednim prepoznavanjem. Uporabili so 120 samostalnikov z dolžino 4-8 črk in enako število nebesed, ki so bili predstavljeni na 2(veselje)x2(pozitivnost) znotraj subjektnih načrtov. Znotraj MRI skener so udeleženci dobili navodila da bi se hitro in čim natančneje odočili s pretiskanje gumba, ki je določal, če so izpostavili pravilno nemško besedo oz. nebesedo. Rezultatai so pokazali da besede, ki so bile klasificirane kot besede, ki izražajo visoko veselje (high HAP) so bile procesirane hitreje kot tiste, ki so bile klasificirane kot besede, ki izražajo nizko (low HAP) veselje. Neuroimaging rezultati so pokazali statistično značilni glavni efekt za oba faktorja (veselje in pozitivnost), vendar brez značilnih interakcij med njimi. Manipulacijo  veselja v eksperimentalnem procesu je pokazala značilne aktivikacijske različnosti znotraj desne amigdale, cerebeluma in levo medialno okcipitalno vijugo.

## Veselje in empatija
Znanstveniki ugotavljajo, da isti deli možganov sodelujejo pri empatiji vezani na veselje, kakor na žalost sočloveka. Tako se bo aktiviral isti del možganov, če posameznik sočustvuje z nekom, ki ga je doletela huda nesreča ali pa če se posameznik s sočlovekom veseli ob njegovem uspehu.
Perry, Hendler in Shaman-Tsoory (2012) pa so odkrili, da kljub temu, da v obeh primerih deluje isti del možganov, intenziteta možganske aktivnosti ni enaka pri empatiji vezani na veselje in empatiji vezani na žalost sočloveka. Raziskava dokazuje, da je človek bolj sposoben sočustvovanja z ljudmi, ki so v negativnem položaju, kot z ljudmi, ki so v pozitivnem položaju. Take rezultate bi se dalo razložiti s stališča evolucije. Empatija se je po mnenju nekaterih znanstvenikov razvila zato, da bi zaščitila ranljivejše posameznike (npr. potomstvo). S tem, da pomagaš nekomu v negativni situaciji, povečaš možnosti, da bo tudi on pomagal tebi, ko bo situacije obrnjena. Empatija s pozitivnimi  čustvi torej za posameznika ni posebej koristna, medtem ko empatija z negativnimi čustvi vodi v nudenje pomoči, ki se navadno splača za oba vpletena.
Opazna pa je razlika v delovanju možganov, ko se posameznik miselno postavi v situacijo, ki se hipotetično zgodi njemu ali se vživi v situacijo v katero je udeležen njegov prijatelj. Večja aktivnost možganov je bila prisotna, ko se je posameznik miselno vključil v situacijo, v katero je bil sam čustveno vpleten. Lahko bi rekli, da smo sami s seboj bolj empatični in bolje razumemo sebe v hipotetični situaciji kot druge.

## Veselje in ples
Psihologi ugotavljajo, da smo ljudje iz plesnega gibanja sposobni razbrati osnovna čustva.
Antonia Camurri, Ingrid Lagerlöf in Gualtiero Volpe je izšel leta 2002 in predstavlja eksperiment, s katerim so raziskovali kateri telesni gibi so najbolj vključeni v plesalčevo izražanje pri  prepričevanje publike med plesno predstavo. Druga točka eksperimenta je vsebovala merjenje in analiziranje gibov, ki so jih razvrstili v kategorije glede na emocije, ki so jih spodbudile. V tretji točki eksperimenta pa so testirali zbrane modele in algoritme za analizo tako, da so primerjali njihove ocene z ocenami gledalcev enake plesne predstave. Pri veselju so je pokazalo občutno višje ocenjevanje pri šestih predstavah, čeprav je v štirih od desetih plesih šlo za mešanje veselja in jeze. Veselje je doseglo tretjo najvišjo stopnjo prepoznavnosti, takoj za žalostjo in jezo. Rezultati so prav tako pokazali, da ima veselje nizke vrednosti indeksa krčenja (ang. contraction index, CI) v primerjavi z ostalimi emocijami. Prav tako so avtorji raziskave ugotovili, da je za veselje, nasprotno od žalosti značilno tekoče gibanje, kar je bilo ugotovljeno preko merjenja količine gibanja (ang. quantity of motion, QoM).
Nao Shikanai, Misako Sawada in Motonbu Ishii so v svoji raziskavi želeli najti karakteristike, ki so pripomogle k zaznavanju emocij prikazanih skozi ples. Želeli so tudi razviti model, ki kaže povezavo med vtisom in karakteristiko izraznega gibanja plesa. Rezultati so pokazali, da so sodelujoči gledalci pravilno ugotovili čustvene pomene za določenim plesnim gibanjem. V kompleksnem miselnem vzorcu so prikazali rezultate raziskave. Miseln vzorec so poimenovali model gibanja vtisov emocij (ang. Movments Impressions Emotions Model). Iz njega se lahko razbere kolikšni meri je za določeno emocijo značilna dinamika, stabilnost in širjenje v povezavi z zapiranjem telesa, obračanjem ali skakanjem, pogostostjo in močjo navzdol usmerjenih gibanj in pogostostjo in močjo navzgor usmerjenih gibanj. Na primer, tako lahko razberemo, da so v primerjavi z žalostjo za veselje bolj značilna navzgor usmerjena gibanja.Ugotovili so tudi, da ima gibanje kjer udi zavzamejo veliko prostora, z veliko obrati in skakanjem, največji vpliv na zaznavanje veselja. Hkrati pa so opazovalci prej prepoznali veselje preko občutka stabilnosti, kot pa preko obratov in skokov.

## Veselje ob rojstvu otrok
Veselje je pozitivno čustvo, ki jo izraža duševni proces. Trenutek, ko se je rodil/a njihova punčka/fantek mnogi označujejo za najsrečnejšega v njihovem življenju. Ob tem gre poudariti, da sta starša med porodom hkrati zaskrbljena, če bo šlo vse dobro in vesela obenem, da bosta lahko že čez nekaj minut, ur v rokah držala popolnoma njuno »štručko«. Člankoma je skupna prisotnost očetov pri porodu in veselje mlade družinice ob tem dogodku.
Avtorja raziskave sta želela raziskati kako vpliva očetova prisotnost na materine popadke in na sam porod ter njegovo doživljanje. Obravnavala sta matere in očete iz Turčije, kjer prisotnost očeta ni sprejeta v tamkajšnji kulturi, saj temu nasprotujejo kulturni in verski razlogi, bolnišnice, politika in okolje v porodnih ustanovah. Turški pari pa so vse bolj naklonjeni možnosti, da tudi oče sodeluje pri rojstvu otroka in stoji materi v oporo. Raziskava je temeljila na opazovanju in anketiranju obeh porodnice in moža. Očetje so izpolnili anketni obrazec glede njihove udeležbe in doživljanja popadkov in poroda. Raziskava je pokazala, da podpora očeta pri porodu pomaga materi, da ima bolj pozitivne izkušnje glede vseh vidikov otrokovega rojstva. Starši, ki so bili prisotni pri porodu, so bili veliko bolj veseli (v krvi so imeli več hormona sreče), kot starši, pri katerih je bila med rojstvom navzoča le mama. Prisotnost in podpora očeta pa nima nobenega vpliva na dolžino ali moč porodnih popadkov, količine uporabe protibolečinskih sredstev ali porodniških posegov. So pa po POBS-u dobili višjo oceno očetje, ki so bili prisotni ves [[porod (niso vmes želeli oditi) in so skupaj z materjo deliti veselje tega edinstvenega dogodka.
Avtorica je naredila obsežno longitudinalno raziskavo, v kateri je raziskovala vpliv očetov pri porodu. Raziskava je pokazala pozitivne učinke prisotnosti partnerjev pri porodu. Tako se je izkazalo, da so partnerji v veliko pomoč svojim partnericam med porodom, kar so dokazali številni dejavniki, katerih posledice so bile, da so porodnicam zelo ublažili bolečino, negotovost in osamljenost. Ženskam so dali moč, da so vztrajale kljub bolečini ter z njimi delili tudi veselje. Četudi jim je bilo kdaj nerodno ali jih je bilo sram so še vedno želele prisotnost svojih mož. Tako postane družina bolj povezana, očetje pa nepogrešljivi stebri te družine.
Možje dajejo psihično podporo rojevajočim ženskam, ki lahko tako razpolovijo svoje skrbi in povečajo lastno srečo. Zaradi večjega veselja in dobre podpore občutijo manj nezadovoljstva in zato izkušnjo opišejo kot bolj srečno, saj jo lahko delijo z osebo, ki jim v danem trenutku zagotovo pomeni največ.

## Veselje v povezavi z negativnimi čustvi
V raziskavi (Suzuki, Hoshino, in Shigemasu, 2009) , v kateri so morali udeleženci oceniti intenziteto izraženosti šestih osnovnih čustev (veselje, presenečenje, strah, jeza, gnus in žalost) na podlagi slike obraznega izraza, ki so ga videli, so občutljivost udeleženca za prepoznavanje posameznega osnovnega čustva izračunali z uporabo modela ocene odziva (GRM-graded response model). Rezultati so pokazali, da obstaja šibka povezava med veseljem in negativnimi osnovnimi čustvi, torej gre za unikatnost prepoznavanja veselja. Posameznik, ki je občutljiv na prepoznavanje določenega negativnega čustva, je občutljiv tudi na prepoznavanje drugih negativnih čustev. Posameznik, ki pa je občutljiv na prepoznavanje veselja pa ni nujno občutljiv na prepoznavanje negativnih čustev. 
V drugi raziskavi (Buchanan, Bibas, in Adolphs, 2010) , pri kateri so udeleženci morali prepoznavati čustva in določati intenziteto določenih čustev, so ugotovili, da so tisti ljudje, ki doživljajo intenzivno veselje natančnejši pri prepoznavanju čustev, še posebno pa so natančni pri prepoznavanju veselja. Prav tako so bili udeleženci, ki so poročali o izjemno močnem doživljanju veselja ali strahu uspešnejši pri prepoznavanju čustvenih izrazov veselja in strahu. Njihovi rezultati so se razlikovali posebej od tistih, ki so poročali o izjemno šibkem doživljanju strahu. 
Pri zadnji raziskavi (Izard, 1972)  udeleženci niso bili sami, ampak je bil ob njih prijatelj. Udeleženec je izpolnjeval vprašalnih o depresiji, nato pa sodeloval s prijateljem v različnih nalogah. Izražanje veselja so raziskovalci beležili in rezultati so pokazali, da nižje doživljanje veselja ter višje izražanje veselja napoveduje višje stopnje simptomov depresije in da so višje ravni izražanja veselja svojemu prijatelju povezane z močnejšimi simptomi depresije.

### Odpor do veselja
Negativna čustva in veselje se ne povezujejo le posredno prek korelacije prepoznavanja čustev, ampak tudi bolj posredno in sicer kot strah oz. odpor do veselja. V preglednem članku, z naslovom Aversion to happiness across cultures: A review of where and why people are averse to happiness , so podani teoretični zaključki o razlogih za razlike v odporu do veselja med zahodno evropskimi in vzhodno azijskimi kulturami. V zahodnih kulturah sta sreča oz. veselje cilj posameznikovega življenja, in ne izkazovanje le tega lahko kaže na težave posameznika. Vzhodno azijske kulture pa dojemajo veselje kot individualno čustvo, ki lahko škodi kolektivističnemu sistemu teh kultur. Njihov cilj je doseči socialno harmonijo oz. pripadnost. Odporov do veselja je veliko in se izražajo na različne načine, tudi razlogi za odpor so različni, kakor tudi oblike veselja (npr. odpor samo do ekstremnega veselja) ali oblike sreče do katerih imajo odpor. Vendar pa lahko opazimo, da je tudi v zahodno evropskih državah ne malo razlogov, da bi se veselju izogibali.
Ena od oblik odpora v nekaterih kulturah je prepričanje, da ni vljudno kazati čustev, še posebej v javnosti. Raziskave kažejo, da si ameriški študentje bolj želijo biti srečni, medtem ko kitajski študentje strmijo k ravnovesju med veseljem in srečo, kar je verjetno posledica nacionalne kulture. Ameriški študentje so v nasprotju z japonskimi tudi bolj nagnjeni k uživanju veselja, ki ga pridobijo iz pozitivnih izkušenj.
Razlogi zakaj v različnih kulturah vidijo veselje kot nekaj slabega:
- Če si vesel je večja verjetnost, da se ti bodo zgodile slabe stvari.

V vzhodno azijskih kulturah, ki so pod vplivom taoizma velja prepričanje, da se stvari vedno obrnejo v svoje nasprotje (veselje v nesrečo). Eden od pregovorov, ki kaže pogled vzhodno azijskih kultur na veselje je »laughing loudly wakes up sadness«. Vendar takšno mišljenje ni omejeno le na vzhod, v manjši meri ga najdemo tudi v zahodnih državah, in sicer: veselje zavračajo, ker se ga bojijo izgubiti.
- Veselje iz tebe naredi slabšo osebo.

V vzhodnih kulturah dojemajo človeka, ki je vedno vesel za plitkega, vulgarnega in oddaljenega od Boga. Podobno razumevanje je značilno za zahodni svet v katerem obstaja predstava, da so veseli ljudje manj pametni, kot resni in tihi. V nekaterih kulturah veselje razumejo kot šibkost, saj ljudi ne motivira, da bi se borili za svoje pravice, kar je moralno nesprejemljivo. 
- Izražati veselje je slabo zate in za druge.

Gre predvsem za to, da izražanje veselja pri drugih vzbuja zavist, v nas samih pa krivdo, kar pripelje do disharmonije. Ta je v azijskih državah zelo cenjena. V Rusiji naj bi veselje in uspeh vzbujalo sumničavost, da do imetja nisi prišel na pošten način.
- Strmeti k veselju je slabo zate in za druge.

Budisti verjamejo, da iskanje veselja vodi do krutosti, nasilja, pohlepa in vzvišenosti, vse te lastnosti dojemajo skrajno negativno. V zahodnih kulturah pa velja to za proces individualizacije zaradi katerega se nehaš ozirati na druge.
Gilbert in sodelavci so iskali vplive za nastanek strahu oz. odpora pred veseljem in korelacije med strahom pred veseljem in različnimi osebnostnimi lastnostmi in psihičnimi motnjami, kot so: depresija, alexithymie (motnja, pri kateri ima oseba težave pri prepoznavanju in opisovanju čustev, saj čustva vidijo kot posledico zunanjosti in ne notranje interpretacije), samo-upoštevanje (mindfulness - kjer v nasprotju s prvo gre za spoznavanje, radovednost in raziskovanje lastnega uma in okolice), samokritika in druge. Rezultati so pokazali, da obstaja pozitivna korelacija med strahom pred veseljem in alexithymio, kar pomeni, da težje kot opisujejo in procesirajo čustva, večji je njihov strah pred veseljem. Negativno korelira s samo-upoštevanjem, kar pomeni, da bolj ko je oseba pripravljena spoznavati sebe in svoj um, manjši je njen strah pred veseljem. S samokritiko ima veliko pozitivno korelacijo. Bolj je oseba samokritična, večji je njen odpor do veselja. Korelacija med strahom pred veseljem in depresijo je pozitivna in zelo visoka. Kar pomeni, da z depresijo narašča tudi strah (pacienti ne želijo in se bojijo izražati pozitivne emocije).
Joshanloo je s sodelavci raziskoval vzroke za strah pred veseljem, povezanost le tega z religijo, življenjskim zadovoljstvom in nekaterimi drugimi vidiki. Primerjali so rezultate iz 14 državah. Naslov te raziskave je Cross-Cultural Validation of Fear of Happiness Scale Across 14 National Groups. V raziskavi so uporabili lestvico za merjenje strahu pred veseljem (fear of happines scale – FHS), ki jo je zasnoval Joshanloo (2014), da bi preučili ta koncept v štirinajstih kulturah. Meri  prepričanost anketirancev, da ima doživljanje pretiranega veselja neugodne posledice. Cilj raziskave je bil ugotoviti, če je lestvica statistično primerna, in če je uporabna pri merjenju tega strahu pri različnih kulturah. Lestvica se je izkazala za veljavno in statistično uporabno za 13 držav. Višje točke na lestvici FHS (fear of happines scale), so pozitivno korelirale z manjšim življenjskim zadovoljstvom. V konformističnih kulturah verjamejo v načelo skrivanja veselja pred drugimi z razlogom, da jih ne prizadeneš. Raziskava kaže, da večji kot je bil strah manjša je bila subjektivna blaginja posameznika. Raziskovanje povezave odpora do veselja z religijo pa je pokazalo le, da naj bi imelo krščanstvo negativno korelacijo s FHS. Bolj verni kristjani naj bi imeli manjše doživljanja strahu pred veseljem, kar pa ni možno posplošiti, ker se je krščanstvo v državah, ki so sodelovale v raziskavi pojavilo le nekaj desetletji nazaj in nima tako močnega vpliva. Prav tako vzorec držav ni bil reprezentativen.

## Veselje in razlike med spoloma
Raziskovalci so ugotovili, da večjih razlik med spoloma v veselju ni. Majhne razlike, ki se pojavijo med moškimi in ženskami v povezavi z veseljem so le pri vzrokih,ki sprožijo veselje. Raziskali so, da so razlogi, ki jih moški in ženske visoko cenijo biti ljubljen od ljudi, ki jih ljubiš, intimna zveza, zdravje ter biti samozavesten in imeti samospoštovanje. Čeprav so imeli pri ženskah manjšo težo fizični faktorji in večjo čustveni, je pomembnost poklicnih, socialnih, družinskih in faktorja intimnih zvez, velika pri obema spoloma. V eksperimentu Gender and Emotions: Personality and individual differences so ugotavljali pogostost in jakost negativnih in pozitivnih čustev (med katerimi je bilo tudi veselje) pri moških in ženskah. Zanemarljivo majhna razlika se je pokazala v frekvenci veselja pri ženskah. Podobno tudi v neki drugi raziskavi raziskovalci niso ugotovili, da bi se moški in ženske razlikovali glede na kratkotrajna ali dolgotrajna stanja veselja. Zaključimo lahko, da razlike med spoloma v čustvu veselja so, a so zelo majhne. Verjetno so toliko bolj opazne, zaradi stereotipov, ki jih imamo do čustvovanja, saj je znano, da ženske pogosto pretiravajo v čustvovanju, moški pa ga skrivajo. Ker je veselje univerzalno čustvo je razumljivo, da nekih velikih razlik med posamezniki v njegovem doživljanju ne more biti.

## Veselje in spolnost
Spolni odnosi so zelo pomemben dejavnik socijalizacije, za razmnoževanje in vplivajo na naše raspoloženje. Med raziskavo , ki je bila narejena v ZDA je bilo ugotovljeno, da spolni odnosi pozitivno vplivajo na razpoloženje ljudi, seveda če imajo seksualne odnose iz določenih potreb in si to želijo.  Če oseba ima spolne odnose, za katere nima potreba ali želje in so ti odnosi pretirani, se veselje postopoma zmanjšuje in razpoloženje upada. Kako spolnost vpliva na raspoloženje je predvsem odvisno od kulturnih okoliščin. V nekaterih Afriških državah se ženske obrežejo, torej zmanjšajo klitoris, da nebi uživale v spolnih odnosih. V arabskih državah imajo ženske pravico do ločitve od svojega moža, če jim ne nudi dovolj spolnih odnosov in spolnega užitka. Raziskava , ki je bila narejena v Turčiji je pokazala, da so ženske, ki živijo v Turčiji zelo zadovoljne s svojim spolnim življenjem in jih le ta osrečuje, hkrati pa so zadovoljne tudi z lastnim življenem.